# Fabio Asquini
Graf Fabio Asquini, auch Fabian Asquini (* 28. Dezember 1726 in Udine; † 8. Juni 1818 ebenda) war ein italienischer Winzer und Agrarwissenschaftler.

## Leben

### Familie
Fabio Asquini war der Sohn des Grafen Giampietro Asquini (* 1683; † 1745) und dessen Ehefrau Elisabetta (geb. Panigai); er hatte noch zwei Brüder.
1751 heiratete er Elena (* 1729; † 1816 in Udine), die Tochter des Adligen Marco Redetti (* 1692); gemeinsam hatten sie 10 Kinder.
Er war ein Neffe des katholischen Geistlichen Basilio Asquini und sein Enkel war der Kardinal Fabio Maria Asquini.
1772 erwarb er den Palazzo Asquini in Fagagna.

### Werdegang und berufliches Wirken
Fabio Asquini führte in Norditalien den Seidenbau ein und pflanzte und vermehrte hierzu Maulbeerbäume.
Im Weinanbau war er der Erste, der die Rebe anbaute, aus der später der Weißwein Picolit gewonnen wurde. Er ließ den Wein, den er in speziellen Flaschen in halber Größe in Murano (siehe Murano#Renaissance, Glasherstellung) herstellen ließ, abfüllen und lieferte nur einen Teil seiner hergestellten Weine aus; einen Teil seiner Bestände hielt er zurück und erweckte den Eindruck, eines sehr begrenzten Angebots. Der hergestellte Wein wurde an die Herrscherhöfe in England, Frankreich, Holland, Österreich und Russland geliefert. In einem Dokument aus 1765 wurde bestätigt, dass der Picolitwein auch am Hof von Papst Clemens XIII. die höchste Zustimmung fand. 
Auf seine Anregung bildeten sich in der Region im Österreichischen Küstenland (siehe Julisch Venetien) verschiedene landwirtschaftliche Vereine und eine Gesellschaft für praktische Landwirtschaft.
Er machte auch auf die heilsame Wirkung des Wurmsamen aufmerksam und förderte, gemeinsam mit dem Seidenhändler Antonio Zanon (1696–1770), den Anbau von Kartoffeln und in Fagagna die Nutzung von Torf als Kompost und als Heizmittel.
1779 war er Präsident der Accademia Agraria in Udine und stand mit Alberto Fortis im Briefverkehr.

## Ehrungen und Auszeichnungen
Der Senat von Venedig (siehe Verfassung der Republik Venedig#Der Senat) befreite Fabio Asquini von jeder Besteuerung, ein Privileg, das vom Kaiser Napoleon und später Kaiser Franz II. aufrechterhalten wurde.
In Udine wurde die Straße Via Fabio Asquini nach ihm benannt.

## Schriften (Auswahl)
- Fabio Asquini; Carlo Amoretti (Hrsg.): Sui danni cagionati dalle acque nel Friuli. Mailand.
- Fabio Asquini; Carlo Amoretti (Hrsg.): Sui mezzi di togliere il difetto di legno. Mailand.